# Romantische komedie
Een romantische komedie is een subgenre van zowel filmkomedies als romantische films, maar heeft ook specifieke ingrediënten die het ook tot een eigen filmgenre maken.
Het principe van een romantische komedie is bijna altijd dat twee mensen elkaar ontmoeten, maar ondanks een (voor het publiek) duidelijke aantrekkingskracht, niet direct een romantische relatie krijgen. Als ze op een bepaald moment, na verschillende komische scènes, van elkaar gescheiden worden, beseft de een of allebei dat ze toch perfect voor elkaar zijn. Het duurt dan echter nog een aantal scènes voordat ze elkaar weer ontmoeten, om "eind goed al goed" een relatie te beginnen, samen gelukkig te worden, of zelfs direct te trouwen.
Een variant is die waarin de hoofdpersonen aan het begin van de film al een relatie hebben, maar waar de relatie onder druk komt te staan of het stel zelfs uit elkaar gaat. Na enige omzwervingen komen ze dan uiteindelijk weer terug bij elkaar.
Het genre van een romantische komedie is niet pas ontdekt door de filmindustrie. Veel van de toneelstukken van William Shakespeare, zoals Much Ado About Nothing en A Midsummer Night's Dream, zijn typische voorbeelden van een romantische komedie.